# Berliner FC Preussen 1894
Berliner FC Preussen 1894 is een Duitse omni-sportvereniging uit het de hoofdstad Berlijn. met heden ten dage afdelingen voor voetbal, handbal, volleybal, atletiek en turnen. Tot 1971 had de vereniging ook een ijshockey-afdeling. Van 1897 tot 1933 was de voetbalafdeling met uitzondering van twee seizoenen altijd actief in de hoogste klasse.

## Voetbal
In 1894 werd door de studenten van het Friedrich-Wilhelm-Gymnasium de voetbalclub Fußballclub Friedrich-Wilhelm opgericht. Al snel werd de naam in BFC Preußen veranderd. In 1897 was BFC een van de oprichtende leden van de Verband Deutscher Ballspielvereine, de latere Berlijnse voetbalbond. De club nam dat jaar echter ook deel aan de competitie van de Allgemeine Deutsche Sportbund.
In het eerste seizoen eindigde de club samen met BTuFC Britannia 1892 en BSC Fortuna 1894 eerste. Er kwam een play-off om de titel, waar Fortuna niet aan deelnam, Britannia versloeg Preußen twee keer en werd de eerste kampioen. Het volgende seizoen eindigden opnieuw twee ploegen samen eerste. Deze keer speelde de club de finale tegen BTuFC Viktoria 1889 en kon deze keer de titel wel winnen. In 1899/00 werd de club autoritair kampioen en won alle zestien competitiewedstrijden. Ook het seizoen daarna werd de titel behaald, al verloor de club nu wel twee wedstrijden. In maart 1901 won de club met 8:3 van Surrey Wanderers, het was de eerste overwinning van een Duits op een Brits team. Britannia doorbrak de hegemonie van de club zodat een vierde titel op rij uitbleef. Na twee middelmatige seizoenen werd Preußen in 1904/05 vicekampioen achter BTuFC Union 1892. De volgende jaren eindigden BFC Hertha 92 en Viktoria 1889 voor de club. Na een slechte notering in 1907/08 werd de club een jaar later opnieuw vicekampioen achter Viktoria. Dat jaar vond in bijzijn van kroonprins Friedrich Wilhelm en zijn vrouw een vriendschappelijke wedstrijd plaats tegen het Engelse Newcastle United. In 1909/10 werd de club eindelijk nog eens kampioen. Door de titel mocht de club ook aantreden in de eindronde om de landstitel, waar de club meteen verloor van Holstein Kiel. Het volgende seizoen moest de club Viktoria weer voor laten gaan met één punt voorsprong.

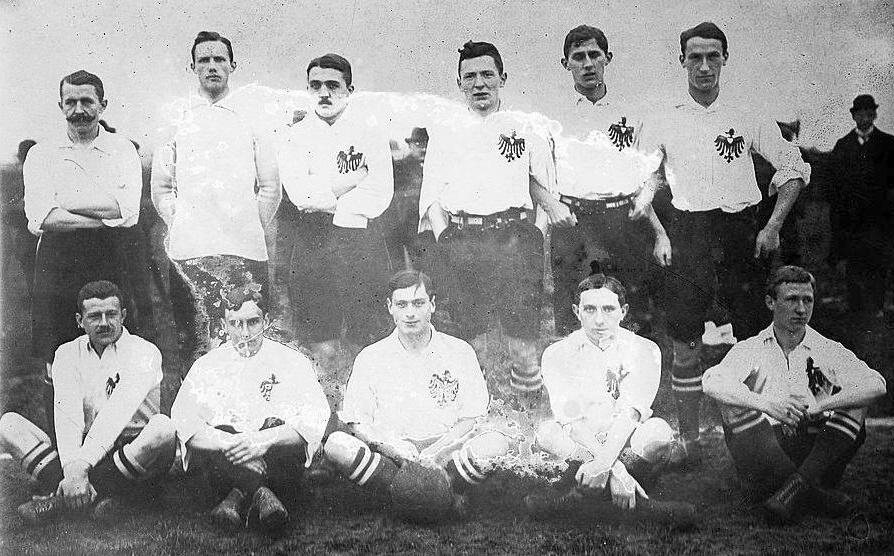
Elftal rond 1912

Onder druk van de DFB fuseerde de Berlijnse voetbalbond met de Markse voetbalbond en de Berlijnse atletiekbond zodat de regio nog maar één deelnemer kon afvaardigen naar het nationale kampioenschap. In het eerste seizoen waren er twee reeksen, Preußen werd groepswinnaar en pakte in de finale tegen Viktoria ook de titel. In de nationale eindronde botste de club opnieuw op Holstein Kiel. Het volgende seizoen volgde een ontnuchtering toen de club net boven de degradatiezone eindigde. Na enkele kwakkelseizoenen werd de club in 1917/18 derde op achttien clubs. Een jaar later werd de club opnieuw derde maar degradeerde na dit seizoen om een onbekende reden. Na één seizoen maakte de club een rentree. De competitie was opnieuw in twee groepen verdeeld en de club werd groepswinnaar, maar verloor de finale om de titel van BFC Vorwärts 1890. Na een middelmatig seizoen werd de club in 1922/23 laatste en degradeerde. Ook nu kon de club na één seizoen terugkeren en eindigde dan opnieuw op een degradatieplaats. De club protesteerde echter tegen VfB Pankow dat ook in degradatienood zat en volgens de club de competitie manipuleerde en één punt voor Preußen eindigde. De bond besloot de clubs het zelf te laten uitvechten en Preußen won de heenwedstrijd met 6:0 en stelde zo het behoud al veilig. Een jaar later stond Preußen aan de andere kant toen BTuFC Union 1892 de club van manipulatie beschuldigde en eigenlijk zou moeten degraderen. De bond verleende deze keer de club gratie en liet zowel Preußen als Union in de hoogste klasse. De volgende jaren moest de club zich geen zorgen maken over degradatie, maar kon ook geen potten meer breken in de competitie. In 1932/33 werd de club afgetekend laatste. Net dit seizoen was belangrijk omdat hierna de Gauliga Berlin-Brandenburg ingevoerd werd als nieuwe hoogste klasse. Enkel de top vijf per groep kwalificeerde zich, de volgende jaren slaagde de club er niet meer in te promoveren.
Na de Tweede Wereldoorlog werden alle Duitse clubs ontbonden. Pas in 1949 werd de club heropgericht als BFC Preussen. In 1970 promoveerde de club naar de Berliner Amateurliga en in 1972 naar de Regionalliga Berlin, een van de toenmalige tweede hoogste klassen in West-Duitsland. Door competitiehervorming belandde de club na 1974 terug in de derde klasse. In 1977, 1980 en 1981 verloor de club in de eindronde om promotie naar de 2. Bundesliga. Tot 1991 speelde de club in de Oberliga Berlin, die toen opgeheven werd en veranderde in de NOFV-Oberliga, maar kon daar niet lang standhouden. In 1999 degradeerde de club naar de Landesliga, op dat moment de zesde hoogste klasse. Na één seizoen promoveerde de club terug naar de Verbandsliga. In 2005 werd de club kampioen en promoveerde naar de Oberliga NOFV-Nord, de vierde klasse. De club speelde daar vier seizoenen. In 2008 werd de 3. Bundesliga ingevoerd waardoor de Oberliga nu de vijfde klasse werd. Door een vijftiende plaats degradeerde de club naar de Berlin-Liga, de zesde klasse. In 2012 degradeerde Preussen verder naar de Landesliga. In 2015 promoveerde de club weer. In 2019 degradeerde men opnieuw naar de Landesliga. Na drie seizoenen keerde de club terug en in 2024 werd de club kampioen en promoveerde zo weer naar de nationale reeksen. De club werd in 2025 kampioen waardoor ze doorstootten tot de Regionalliga.

## Erelijst
Kampioen Berlijn
1899, 1900, 1901, 1910
Kampioen Brandenburg
1912

## Stadions
- 1894–1900 Tempelhofer Feld
- 1900–1903 Athletik-Sportplatz in Charlottenburg
- 1903–1913 Sportplatz am Teltowkanal in Tempelhof
- 1913–1924 Sportplatz an der Kaiserstraße in Mariendorf
- 1924–1936 Hauptkampfbahn Tempelhofer Feld („Preussen-Platz“)
- 1936–1938 Blau-Weiß-Platz aan de Rathausstraße in Mariendorf
- 1938-???? Preussenstadion aan de Malteserstraße in Lankwitz

## Recente eindstanden
| Jaar    | Liga                    | Plaats |
| 1999/00 | Landesliga Berlin (6)   | 2.     |
| 2000/01 | Verbandsliga Berlin (5) | 2.     |
| 2001/02 | Verbandsliga Berlin     | 8.     |
| 2002/03 | Verbandsliga Berlin     | 5.     |
| 2003/04 | Verbandsliga Berlin     | 3.     |
| 2004/05 | Verbandsliga Berlin     | 1.     |
| 2005/06 | NOFV-Oberliga Nord (4)  | 11.    |
| 2006/07 | NOFV-Oberliga Nord      | 8.     |
| 2007/08 | NOFV-Oberliga Nord      | 13.    |
| 2008/09 | NOFV-Oberliga Nord (5)  | 15.    |
| 2009/10 | Berlin Liga (6)         | 12.    |
| 2010/11 | Berlin Liga (6)         | 15.    |
| 2011/12 | Berlin Liga (6)         | 18.    |
| 2012/13 | Landesliga Berlin (7)   | 10.    |
| 2013/14 | Landesliga Berlin       | 3.     |
| 2014/15 | Landesliga Berlin       | 1.     |
| 2015/16 | Berlin Liga (6)         |        |